# Sianki (Polska)
Sianki (ukr. Сянки, w latach 1977–1981 Sanniki) – opuszczona miejscowość położona przy granicy polsko-ukraińskiej nad Sanem w województwie podkarpackim, w powiecie bieszczadzkim, w gminie Lutowiska na obszarze Bieszczadzkiego Parku Narodowego. Wieś leży na terenie Międzynarodowego Rezerwatu Biosfery „Karpaty Wschodnie”.

## Przynależność terytorialna
W wyniku akcji „Wisła” polska część wsi jest od 1945 wyludniona i spalona, natomiast w Siankach po stronie ukraińskiej znajduje się obecnie około 100 domów oraz stacja kolejowa na linii Użhorod–Lwów. Mimo to miejscowość figuruje jako wieś w rejestrze TERYT. Podlega sołectwu Stuposiany.
Do 1934 odrębna gmina jednostkowa, a w latach 1934–1945 gromada w zbiorowej gminie Sianki (siedziba), należącej do powiatu turczańskiego w woj. lwowskim (do 1931 woj. stanisławowskie). Po wojnie w gminie Tarnawa Górna; w latach 1945–1951 w obrębie powiatu leskiego w woj. rzeszowskim, 1952–1972 powiatu ustrzyckiego, a 1972–1975 powiatu bieszczadzkiego w tymże województwie (1952–1954 i od 1973 w gminie Lutowiska (Szewczenko)). W latach 1975–1998 miejscowość administracyjnie należała do województwa krośnieńskiego.

## Historia
Wieś lokowana na prawie wołoskim w 1560 przez ród Kmitów. Właścicielami oprócz Piotra Kmity od 1553 była Barbara Kmita, w 1580 – rodzina Tarłów.
W 1589 – Jadwiga Tarło, a w 1663 – własność wspólna Zatwarnickich, Czarnieckich, Grochowskich. Od początku XVIII w. do 1939 właścicielem wsi była rodzina Stroińskich.
Od 1905 przez miejscowość prowadzi linia kolejowa łącząca Użhorod z Samborem, jest tu dworzec kolejowy. W latach 1772–1918 pod zaborem austriackim, położona w powiecie turczańskim w austriackiej prowincji Galicja, 14 km od miejscowości Borynia, na granicy węgierskiej. Graniczyła z wsiami Beniowa, Sokoliki, Tarnawa Wyżna, Tureczki Wyżne, Butelka Wyżna, Jaworów i Użok. W 1880 wieś liczyła 355 mieszkańców, oraz 50 domów, zamieszkana była przez Polaków, Rusinów, Żydów i Niemców. W Siankach znajdowały się także kościół i dwie drewniane cerkwie, obydwie pod wezwaniem św. Stefana. Parafia katolicka znajdowała się w Turce, unicka w Beniowej. Według niektórych źródeł w końcu lat dwudziestych Sianki odwiedził Józef Piłsudski, jest to jednak informacja podana w oparciu o ustną relację dawnego mieszkańca Sianek.
Przed II wojną światową wieś była znanym ośrodkiem narciarskim. Działały tu trzy schroniska turystyczne, kilka domów letniskowych, liczne pensjonaty i restauracje. Znajdowały się tu również skocznia narciarska oraz tor saneczkowy. Na przełomie lat 1933/1935 staraniem Przemyskiego Towarzystwa Narciarzy zostało oddane do użytku schronisko w Siankach. W marcu 1936 zostało otwarte nowe schronisko narciarskie (na 150 łóżek). Był to obiekt Dowództwa Okręgu Korpusu Nr X. W marcu 1936 w Siankach zostały zorganizowane pierwsze narciarskie Mistrzostwa Polski klubów robotniczych. Pod koniec lat trzydziestych Sianki liczyły 1500 mieszkańców.
W okresie międzywojennym stacjonował w miejscowości komisariat Straży Granicznej.

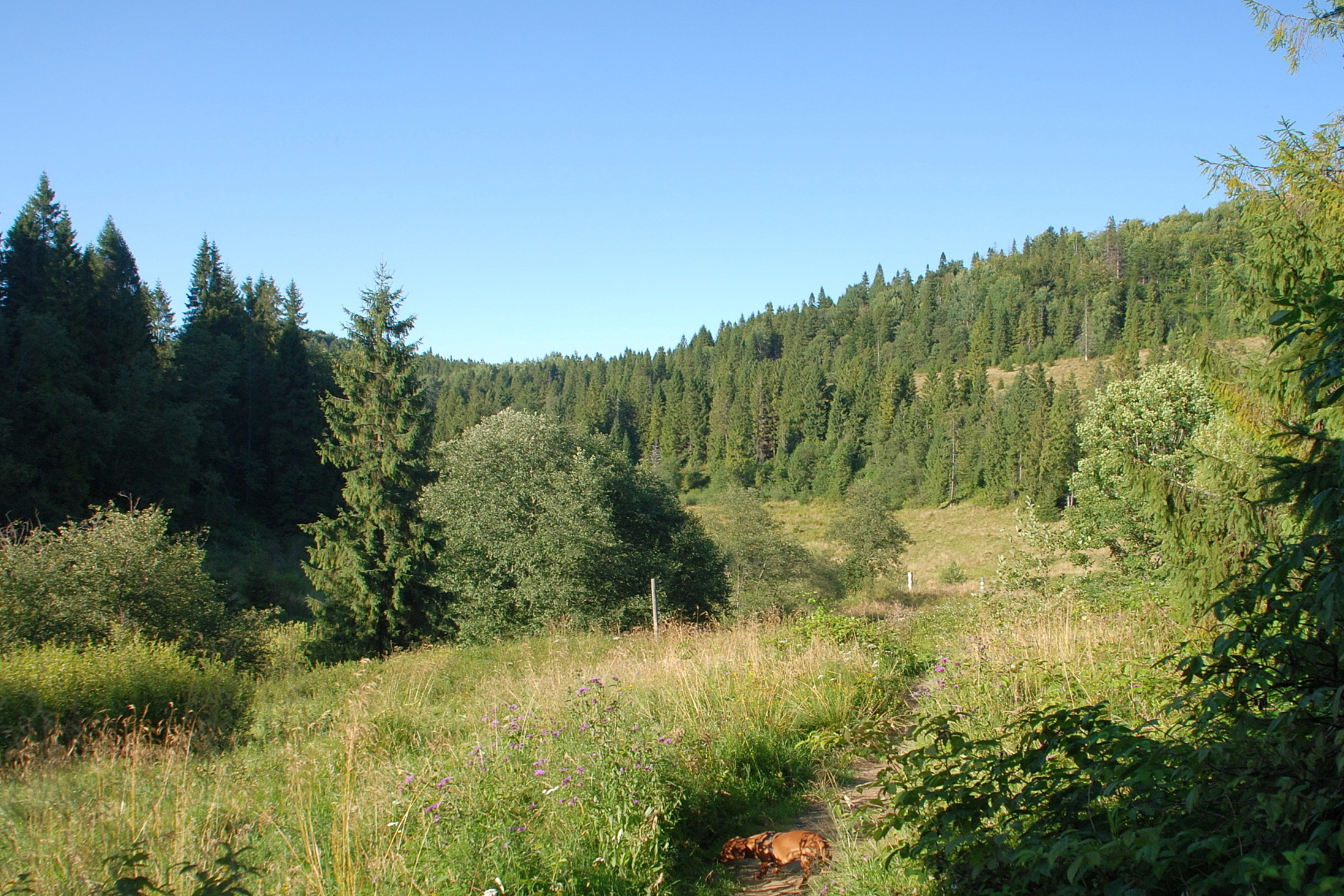
Widok na wieś
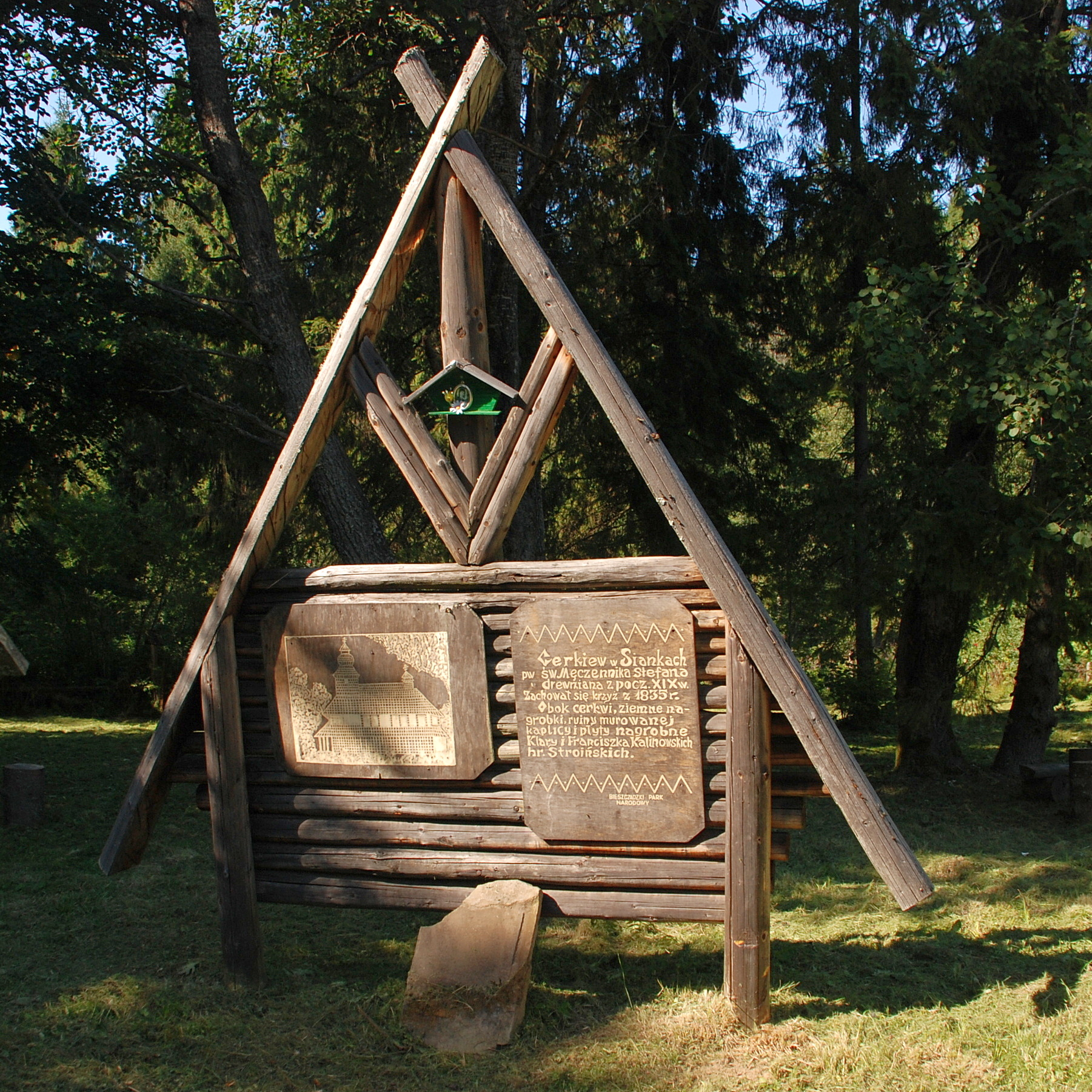
Cerkwisko
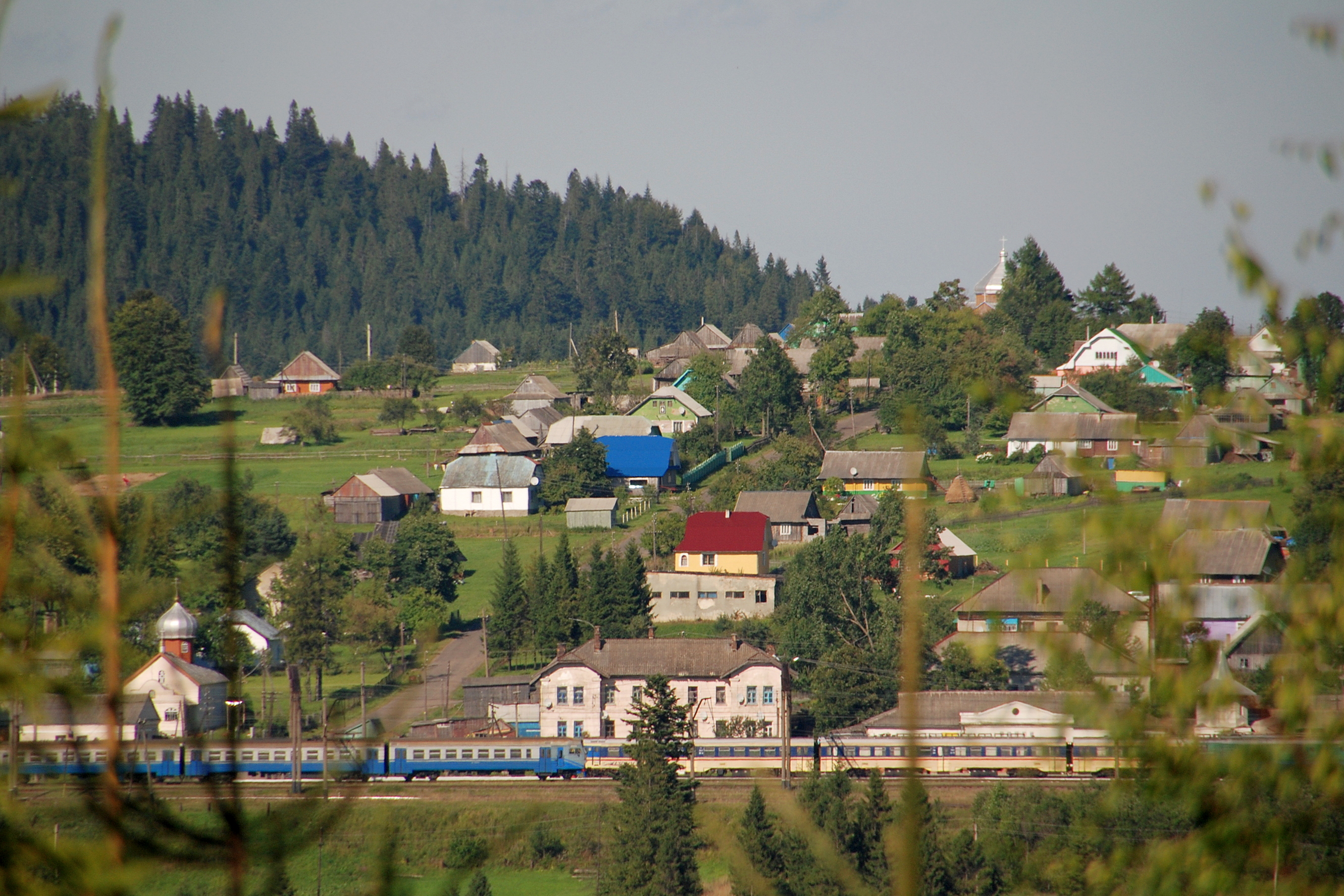
Widok na Sianki ukraińskie

Po 17 września 1939 przez wieś przebiegała granica między Niemcami a ZSRR. Po 1951 wieś została formalnie podzielona między Polskę a radziecką Ukrainę.
W 2021 Bieszczadzki Park Narodowy odbudował fundamenty dawnego dworu Stroińskich, stojącego kiedyś pod Czystym Wierchem, nad Sanem, a zniszczonego pod koniec wojny. W 2024, podczas ich konserwacji, odtworzono zarys klombu kwiatowego, istniejącego kiedyś przed wejściem do dworu.
Dalej na południe, w polskich Siankach obok fundamentów cerkwi pw. św. Stefana zachowały się do dziś nagrobki Klary z Kalinowskich (zm. 1867) i Franciszka Stroińskich (zm. 1893) – przedwojennych właścicieli tych dóbr. Miejsce to zwane jest „Grobem Hrabiny”. W 1993 obok zrekonstruowano mury kaplicy cmentarnej.
W pobliżu, tuż za Sanem i współczesną granicą polsko-ukraińską, znajdowała się neogotycka kaplica pw. św. Jana będąca kaplicą grobową ostatnich pokoleń rodu Stroińskich. Jej ruinę ostatecznie zniszczono w latach siedemdziesiątych XX wieku.
Niedaleko od obecnej granicy Polski i Ukrainy w Siankach ma swoje źródło rzeka San. Na samej granicy przy znaku granicznym 224 stoi ukraiński obelisk błędnie informujący, iż jest to źródło Sanu (w rzeczywistości to źródło pierwszego lewego dopływu Sanu). Na obelisku znajdują się koordynaty punktu będącego rzeczywistym źródłem Sanu oddalonym na południowy zachód o ok. 200 m od niego (49°00′10″N 22°52′30″E/49,002778 22,875000).
Do dawnego dworu Stroińskich, a dalej do „Grobu Hrabiny” i w końcu do obelisku przy „źródle Sanu” prowadzi ścieżka przyrodniczo-historyczna „W dolinie Górnego Sanu”, która zaczyna się przy parkingu Bukowiec (Tarnawa Niżna).

## Znane osoby związane z wsią
- Zbigniew Wilczyński – polski lekarz, doktor nauk medycznych, radny Szczecina

## Demografia
- 1921 Sianki zamieszkiwało 788 osób (w 117 domach mieszkalnych), w tym:
  - 488 wyznania greckokatolickiego
  - 177 wyznania rzymskokatolickiego
  - 119 wyznania mojżeszowego
- 1938 – 1476 osób (w 193 domach mieszkalnych)

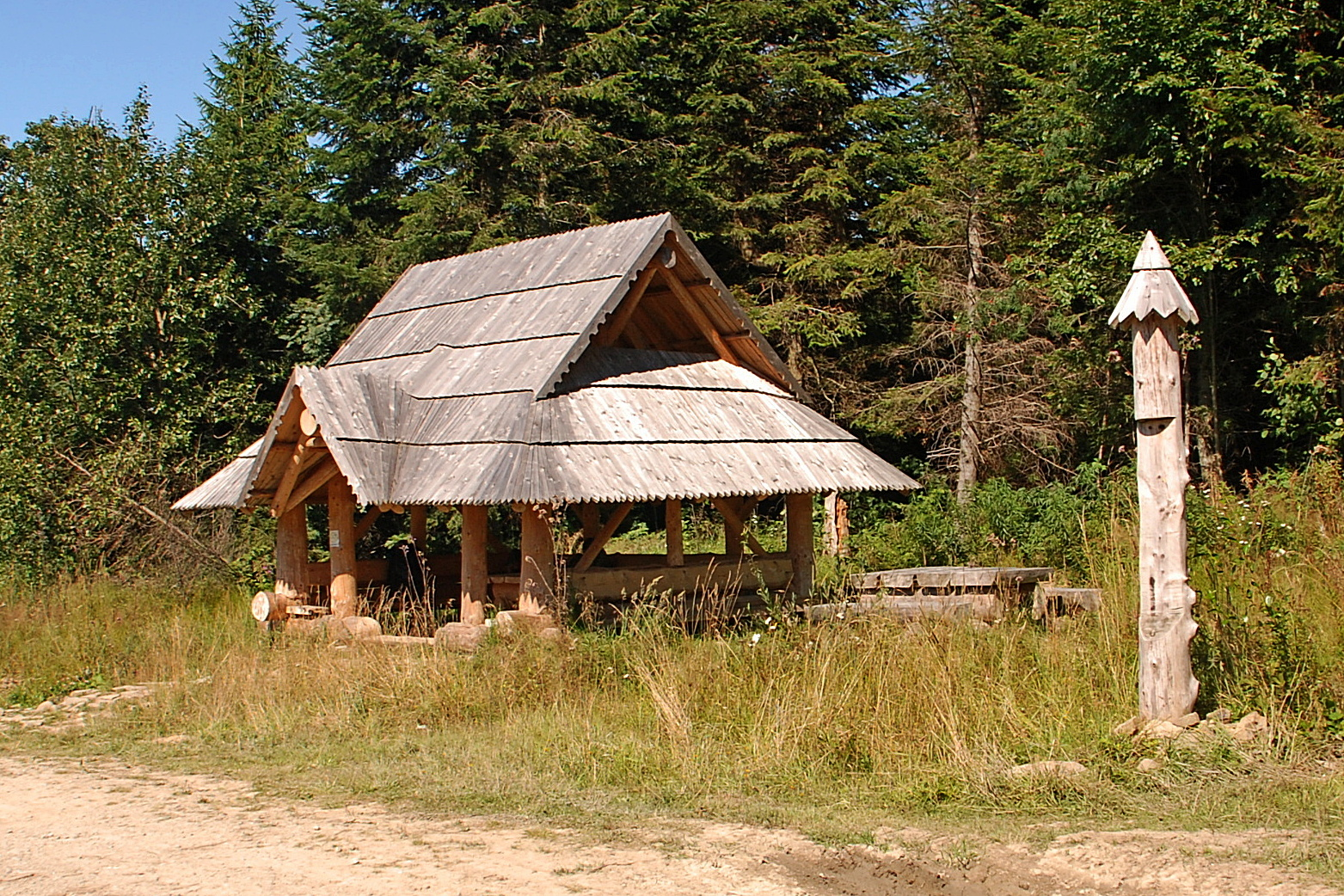
Na szlaku
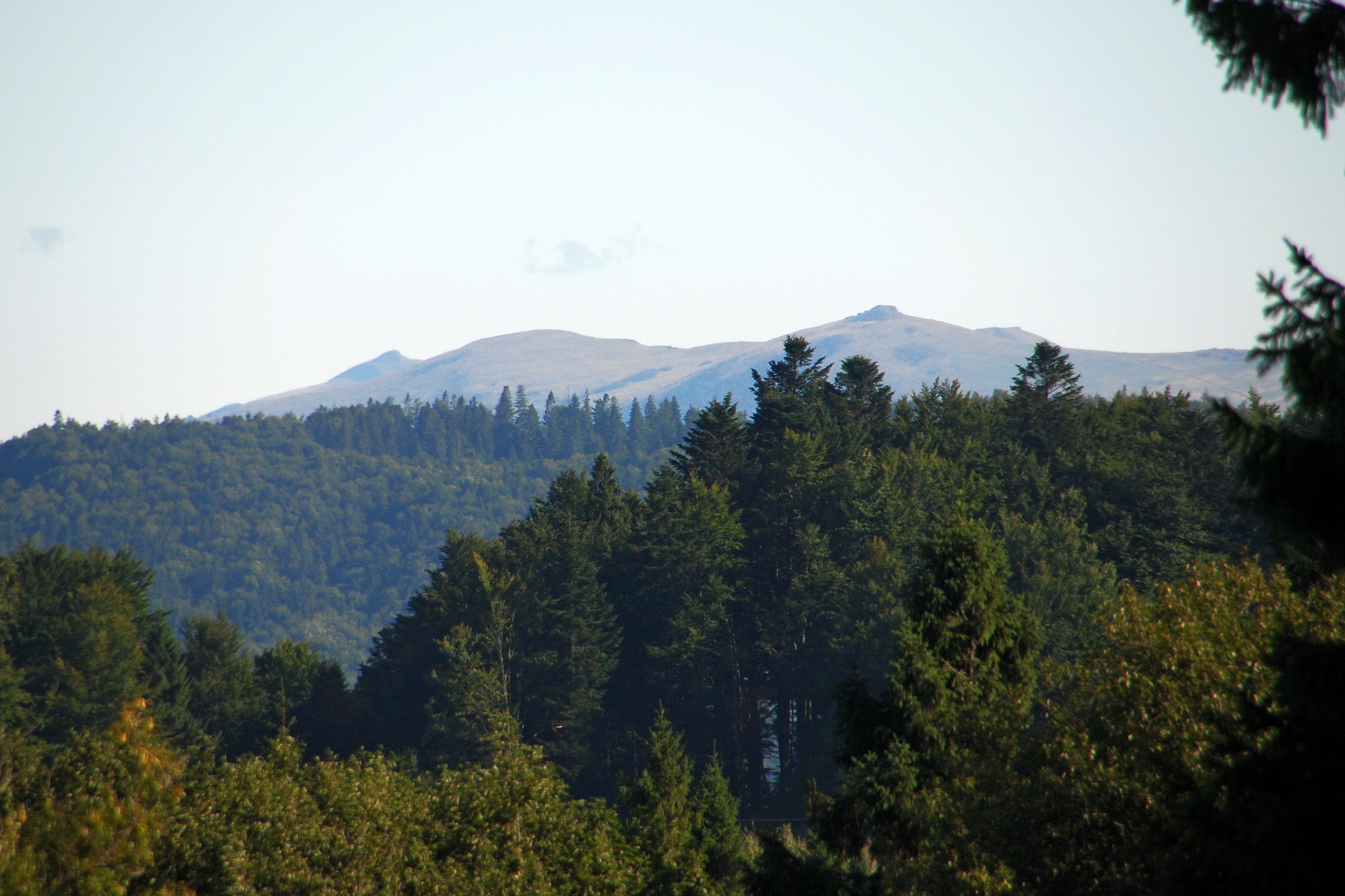
Widok ze wzgórza Wierszek
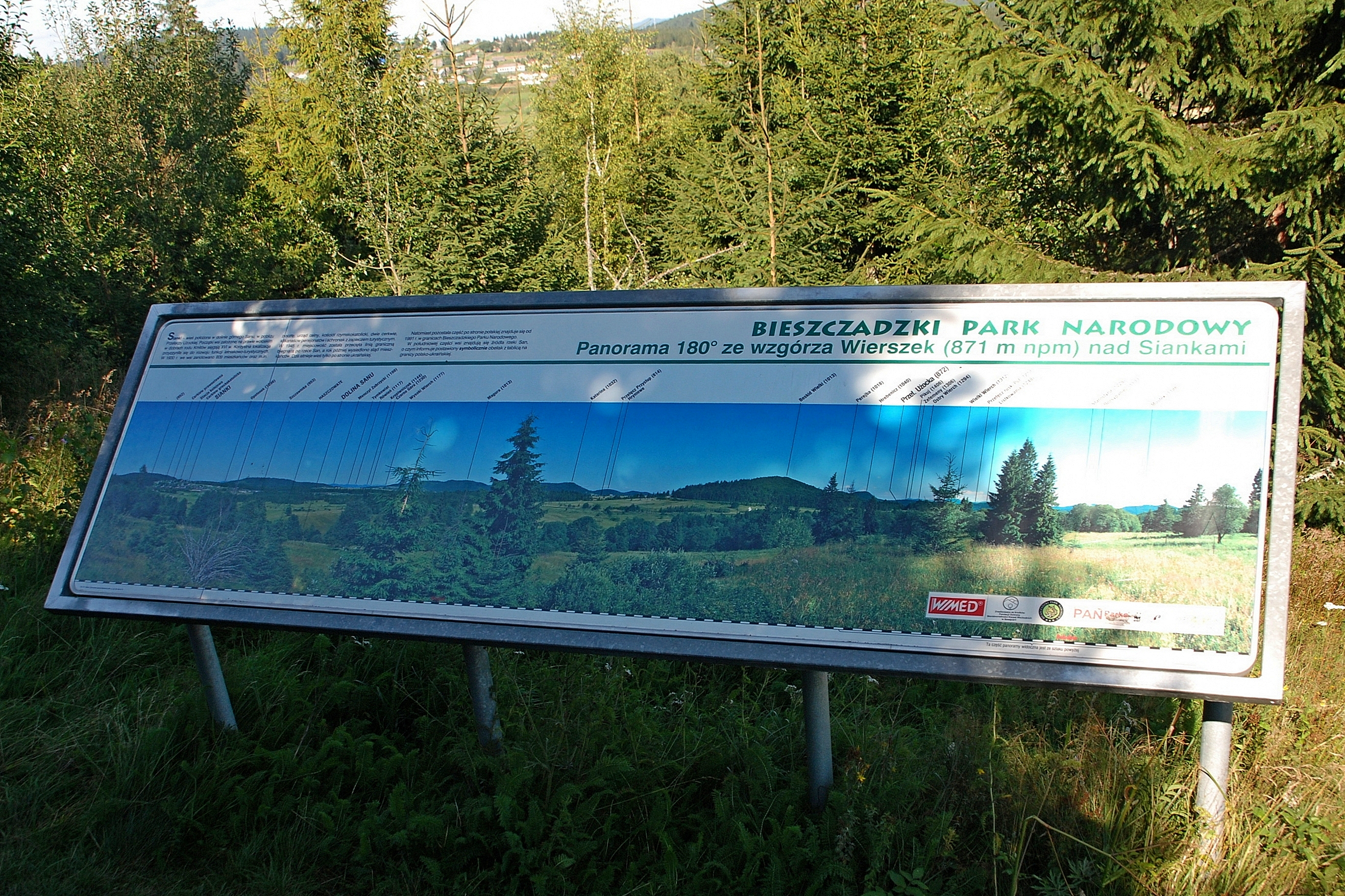
Panorama na wzgórzu Wierszek (871m)